# Liar Game
Liar Game (im Original in Versalien) ist eine Mangaserie von Shinobu Kaitani, die von 2005 bis 2014 in Japan erschien. Das Werk, das in die Genres Mystery, Thriller und Drama einzuordnen ist, wurde als Fernsehserie und in zwei Filmen adaptiert.

## Inhalt
Die aufrichtige und etwas naive Studentin Nao Kanzaki (神崎 直) erhält eines Tages eine Nachricht und 100 Millionen Yen. Sie sei nun Teil des „Liar Game“, eines Spiels um Geld, in dem es darum geht, den Gegner zu belügen und auszutricksen. Verliert sie dabei Geld, so verschuldet sie sich. Einen Gewinn kann sie behalten. Gleich wird sie von Kazuo Fujisawa (藤沢 和雄) einem früheren Lehrer und auch Teilnehmer am Spiel, bestohlen. Mithilfe des Psychologen und Trickdiebes Shinichi Akiyama (秋山 深一) kann sie ihr Geld zurückbekommen.
Gemeinsam nehmen sich Nao und Shinichi vor, das Spiel zu gewinnen, um die Organisation, die dahintersteht, zu besiegen. Dabei wollen sie allen, die sie besiegen, die Schulden bezahlen, sodass sie das Spiel verlassen können. Bei Kazuo Fujisawa beginnen sie damit und müssen sich von da an mit immer neuen Gegnern und auch Regeln und Arten des Spiels auseinandersetzen.

## Veröffentlichung
Der Manga erschien ab 2005 im Magazin Weekly Young Jump des Verlags Shūeisha, der die Kapitel auch in 19 Sammelbänden herausgebracht hat. Im August 2014 war die Veröffentlichung im Magazin abgeschlossen.
Eine deutsche Fassung erschien von April 2013 bis Oktober 2016 vollständig bei Egmont Manga. Der Verlag Tonkam brachte eine französische Übersetzung heraus, Kana eine niederländische.
Daneben erschienen in Japan am 18. Juli 2008 die Kurzgeschichtensammlung Liar Game roots of A: Kaitani Shinobu Tampenshū (LIAR GAME roots of A 甲斐谷忍 短編集; ISBN 978-4-08-877476-3) und am 4. November 2009 das Faktenbuch LIAR GAME/Invitation (ISBN 978-4-08-782252-6).

## Adaptionen

### Serien
Die Serie wurde als Dorama für das japanische Fernsehen umgesetzt. Die erste elfteilige Staffel wurde vom 14. April 2007 bis zum 23. Juni 2007 von Fuji TV ausgestrahlt. Vom 10. November 2009 bis zum 19. Januar 2010 folgte eine zweite Staffel mit neun Folgen beim gleichen Sender. In den Hauptrollen waren Erika Toda und Shōta Matsuda zu sehen.
2009 und 2010 wurde mit Liar Game: Episode Zero außerdem eine zwölfteilige Serie auf Grundlage des Mangas produziert, die im Internet veröffentlicht wurde.
2014 produzierte der südkoreanische Fernsehsender tvN die gleichnamige Serie Liar Game mit Kim So-eun, Lee Sang-yoon und Shin Sung-rok in den Hauptrollen.

### Kinofilme
Ein erster Film zum Manga kam 2010 mit Liar Game: The Final Stage in die japanischen Kinos. Bei diesem hatte Hiroaki Matsuyama Regie geführt, wie auch beim zweiten Film Liar Game: Reborn. Dieser hatte am 3. März 2012 Premiere.